# Старіння матеріалів
Старі́ння матеріа́лів (англ. ageing of materials) — поступове незворотне змінювання властивостей об'єкта, спричинене хімічними та (або) фізичними процесами, що самочинно протікають в матеріалах.

## Причини старіння матеріалів
Старіння притаманне матеріалам з підвищеним рівнем внутрішньої енергії. Такі матеріали перебувають у нестійкому (метастабільному) стані і схильні переходити у стійкіший (стабільніший) стан. У металевих та напівпровідникових матеріалах старіння пов'язане з розпадом твердого розчину. На властивості металів (сплавів) воно може впливати як позитивно, так і негативно. Для напівпровідникових матеріалів (наприклад, на основі германію чи кремнію) старіння — явище негативне: призводить до зміни механічних і фізичних властивостей, погіршує основні параметри напівпровідникових приладів. Запобігають йому додержанням високого рівня чистоти цих матеріалів (кількість домішок у них має бути менша за 5·10−3%). В аморфних металевих сплавах і силікатних матеріалах (наприклад, у склі) старіння пов'язане з переходом їх з аморфного стану в кристалічний. У процесі старіння аморфні сплави втрачають високі механічні та антикорозійні властивості, їхній електричний опір значно знижується, у скла зменшується прозорість, підвищується крихкість, зростає газопроникність.

## Види старіння матеріалів
Старіння спостерігається в твердих тілах, полімерах та рідких сумішах. В газах і низькомолекулярних чистих рідинах старіння не відбувається через те, що вони здатні швидко переходити у стан термодинамічної рівноваги.
Основні види старіння:
- старіння металів в основному пов'язане з дифузією атомів металу. Особливе значення має старіння сталей;
- магнітне старіння призводить до поступової зміни магнітних властивостей під дією змінних магнітних полів, перепадів температури, вібрації та інших факторів.
- старіння колоїдних систем має багато проявів, серед яких відомі коагуляція, коалесценція, седиментація, синерезис;
- старіння полімерів — це деструкція макромолекул (або, навпаки, їх зшивання) під дією тепла, опромінення, води, повітря та інших факторів.

## Заходи проти старіння матеріалів
Щоб не допустити старіння матеріалів, їх експлуатують при температурі значно меншій за температуру кристалізації. Старіння полімерів сповільнюють уведенням стабілізаторів.
Слід відрізняти старіння від інших форм деградації матеріалу, таких як утома — локалізовані зміни структури матеріалів під дією напруження та корозія — хімічна взаємодія матеріалу із речовинами довкілля (вологою, атмосферним киснем тощо).